# Округ Вит (Вирџинија)
Вит (енгл. Wythe County) је округ у америчкој савезној држави Вирџинија.

## Демографија
По попису из 2010. године број становника је 29.235, што је 1.636 (5,9%) становника више него 2000. године.
| Група             | 2000.          | 2010.          |
| Белци             | 26.332 (95,4%) | 27.649 (94,6%) |
| Афроамериканци    | 791 (2,9%)     | 818 (2,8%)     |
| Азијати           | 105 (0,4%)     | 128 (0,4%)     |
| Хиспаноамериканци | 157 (0,6%)     | 280 (1,0%)     |
| Укупно            | 27.599         | 29.235         |